# Hekatajos z Miletu
Hekatajos, wł. Hekatajos z Miletu gr. Ἑκαταῖος ὁ Μιλήσιος (ur. ok. 550 p.n.e., zm. między 480, a 475 p.n.e.) – grecki historyk pochodzący z Miletu.

Rekonstrukcja mapy świata Hekatajosa.

Prowadził działalność polityczną, był przeciwnikiem antyperskiego powstania, które wybuchło z inicjatywy Histiajosa, tyrana jego rodzinnego miasta w 499 p.n.e.
Do historii przeszedł jednak jako autor dwóch dzieł, historycznego Γενεαλογίαι (Genealogiai) i geograficznego Περίοδος γῆς (Periodos Ges, Obejście świata).
W Genealogiai Hekatajos przedstawił grecką tradycję i mity, podchodził jednak do podań z ostrożnością, odrzucając fragmenty jego zdaniem zbyt nieprawdopodobne. Z tego powodu jest traktowany jako pierwszy w dziejach badacz krytycznie podchodzący do źródeł, starający się odróżniać fakty od zmyśleń.
Ges Periodos stanowił użyteczny dla żeglarzy przewodnik (periplus) po portach i przeszkodach nawigacyjnych we wschodniej części Morza Śródziemnego. Jest też jednym z pierwszych wymieniających znane starożytnym Grekom ludy Europy:
- Scytów, których umiejscawiał na północ od Morza Czarnego
- Ligurów, zamieszkujących obszar południowy dzisiejszej Francji
- Iberów, zamieszkujących półwysep Iberyjski
- Neurów[3], Wenetów i Celtów zamieszkujących tereny na północ od Ilyrii
- Hiperborejczyków, zamieszkujących tereny pomiędzy górami Ryfejskimi a oceanem Atlantyckim

Hekatajos jest uważany także za pisarza, który jako pierwszy ówcześnie znany świat podzielił na Europę i Azję. Jego dzieła przetrwały jedynie we fragmentach, wiadomo jednak, iż korzystał z nich Herodot (Dzieje II 143, V 36; 125 i VI,137).
Zachowało się około 380 fragmentów pod imieniem Hekatajosa; 311 z nich znajduje się u Stefanosa z Bizancjum, reszta u gramatyków (scholiastów i leksykografów). Ogromna ich większość pochodzi z dzieła geograficznego (333), tylko 37 z historycznego, natomiast o 10 nie wiemy, do którego dzieła należały. 